# هنري أوسبورن تايلور
هنري أوسبورن تايلور (بالإنجليزية: Henry Osborn Taylor)‏ هو مؤرخ أمريكي، ولد في 5 ديسمبر 1856 في نيويورك في الولايات المتحدة، وتوفي في 13 أبريل 1941. تخرج تايلور من جامعة هارفارد في عام 1878، وبعد ذلك، من كلية كولومبيا للحقوق. حصل في وقت لاحق على شهادات شرفية من هارفارد وكولومبيا.